# Die beste aller Welten
Die beste aller Welten ist ein Spielfilm von Adrian Goiginger aus dem Jahr 2017. Die Premiere der österreichisch-deutschen Koproduktion erfolgte am 11. Februar 2017 im Rahmen der Berlinale 2017, wo der Film mit dem Kompass-Perspektive-Preis ausgezeichnet wurde. In Österreich wurde der Film am 30. März 2017 auf der Diagonale aufgeführt. Der Kinostart erfolgte in Österreich am 8. September 2017 und in Deutschland am 28. September 2017. Im ORF wurde der Film am 26. Oktober 2018 erstmals ausgestrahlt. Bei seiner „Heimpremiere“ in Salzburg bezeichnet Adrian Goiginger den Film als einen „waschechten Salzburger Film“.

## Handlung
Der Film erzählt von der schwierigen Kindheit des siebenjährigen Adrian, der in einem extremen Umfeld in Salzburg aufwächst. Seine Mutter Helga und ihre Freunde sind heroinsüchtig, sein leiblicher Vater starb bereits vor Adrians Geburt. Helga versucht ihre Abhängigkeit vor ihrem Sohn zu verbergen, den sie über alles liebt und dem sie die bestmögliche Mutter sein möchte. Sie ist zerrissen zwischen ihrem Vorsatz, für ihren Sohn gut zu sorgen, und dem Zwang, ihre innere Leere mit Drogenkonsum zu stillen. Adrian geht gern zur Schule und ist ein guter Schüler, in seiner Freizeit spielt er am Stadtrand von Salzburg und verbringt gerne und viel Zeit mit seiner Mutter. Auch ihren Lebensgefährten Günter mag er.
Dass die beiden aufgrund ihrer Drogensucht abwechselnd einerseits überschäumend und euphorisch und andererseits müde und niedergeschlagen sind, ist für Adrian Normalzustand, er kennt gar kein anderes Leben. Das wenige zur Verfügung stehende Geld wird für Heroin ausgegeben, Existenznot gehört daher ebenfalls zum Alltag. Wenn Adrian alles zu viel wird, dann flüchtet er in eine Fantasiewelt. Helga versucht immer wieder erfolglos, von den Drogen loszukommen. Herrn Hütter vom Jugendamt kann Helga mit Adrians Hilfe zunächst immer wieder normalen Alltag vorspielen. Als allerdings ihr Drogendealer Michael Mazidis, genannt „Der Grieche“, in ihrer Wohnung stirbt, schaltet sich die Polizei ein und Helga muss endgültig clean werden, wenn sie ihren Sohn nicht verlieren will, was ihr schließlich mit Unterstützung auch gelingt.

## Produktion und Hintergrund
Die Dreharbeiten fanden von 20. April bis 25. Mai 2016 in Salzburg und Baden-Württemberg statt, Drehort für die Wohnung war die General-Keyes-Siedlung (USFA-Wohnhaussiedlung General-Keyes-Straße) im Salzburger Stadtteil Liefering. Unterstützt wurde der Film vom Österreichischen Filminstitut, vom Land Salzburg und der Medien- und Filmgesellschaft Baden-Württemberg, beteiligt waren der Österreichische Rundfunk und der Südwestrundfunk. Produziert wurde der Film von RitzlFilm und Lailaps Pictures GmbH. Für den Ton zeichnete Bertin Molz verantwortlich, für das Kostümbild Monika Gebauer und für das Szenenbild Veronika Merlin.
Der Film hat autobiografische Züge, Goiginger verarbeitete darin seine eigene Kindheit, Initialzündung für das Projekt war für ihn der Tod seiner Mutter, die zu dem Zeitpunkt schon seit Jahren clean war, im Juli 2012. Beratend stand ihm sein Stiefvater Günter Goiginger zur Seite, der, nachdem er ebenfalls die Sucht überwinden konnte, seither bei einer NGO arbeitet, die Süchtigen hilft.
Der Film wurde 2019 im Rahmen der Edition österreichischer Film von Hoanzl und dem Standard auf DVD veröffentlicht. Im Mai 2021 wurde der Film ins Angebot von Netflix aufgenommen.

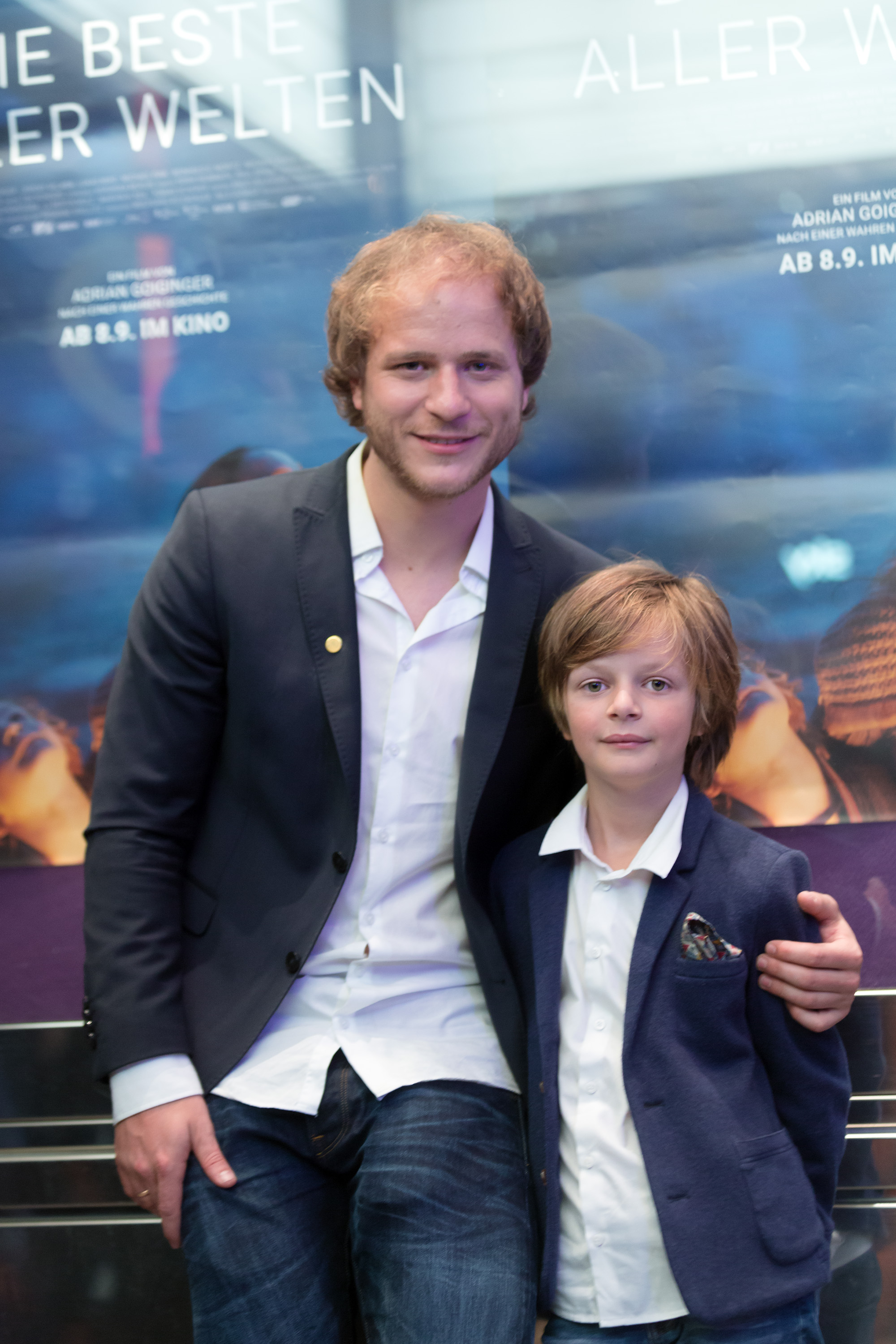
Adrian Goiginger und Jeremy Miliker
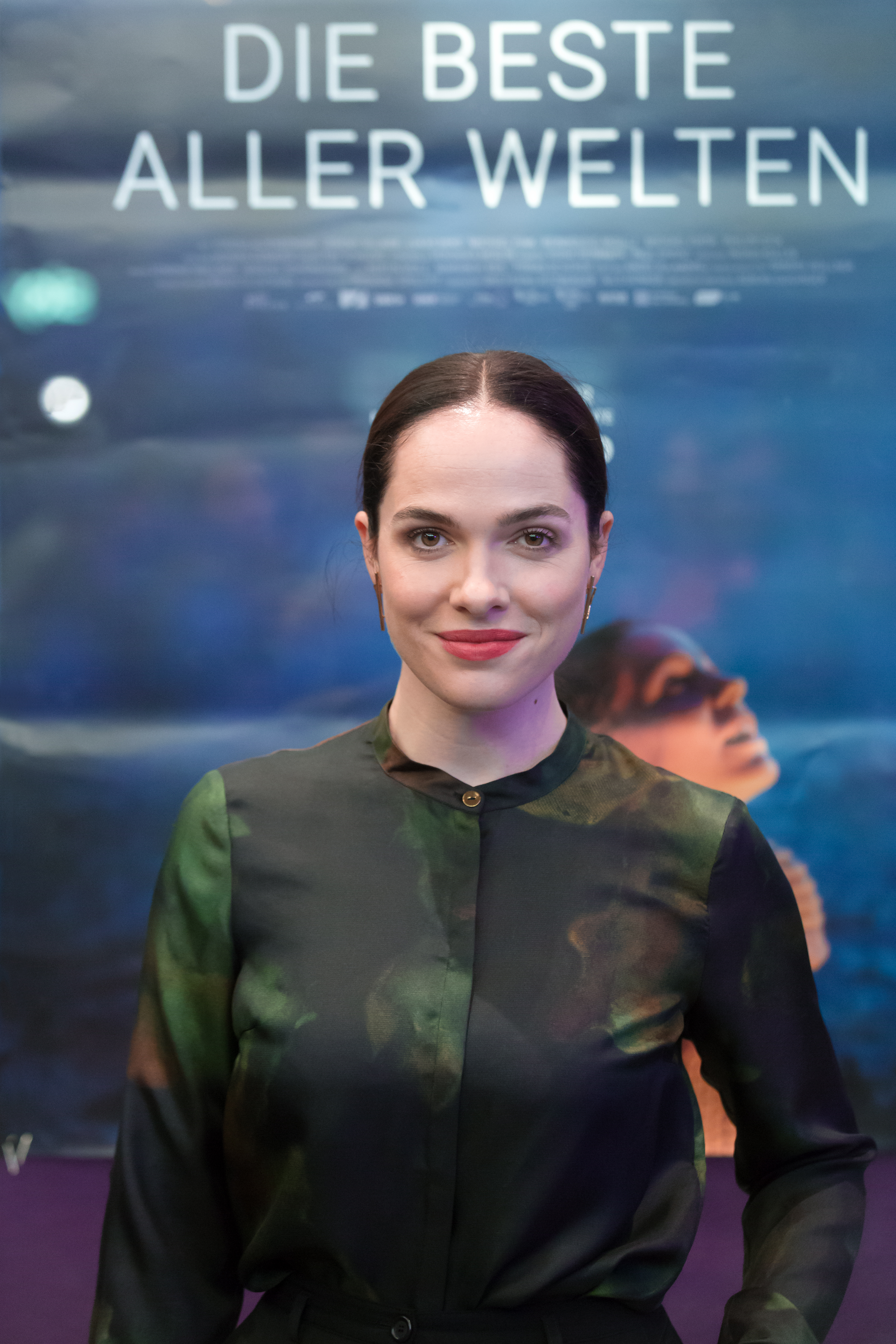
Verena Altenberger
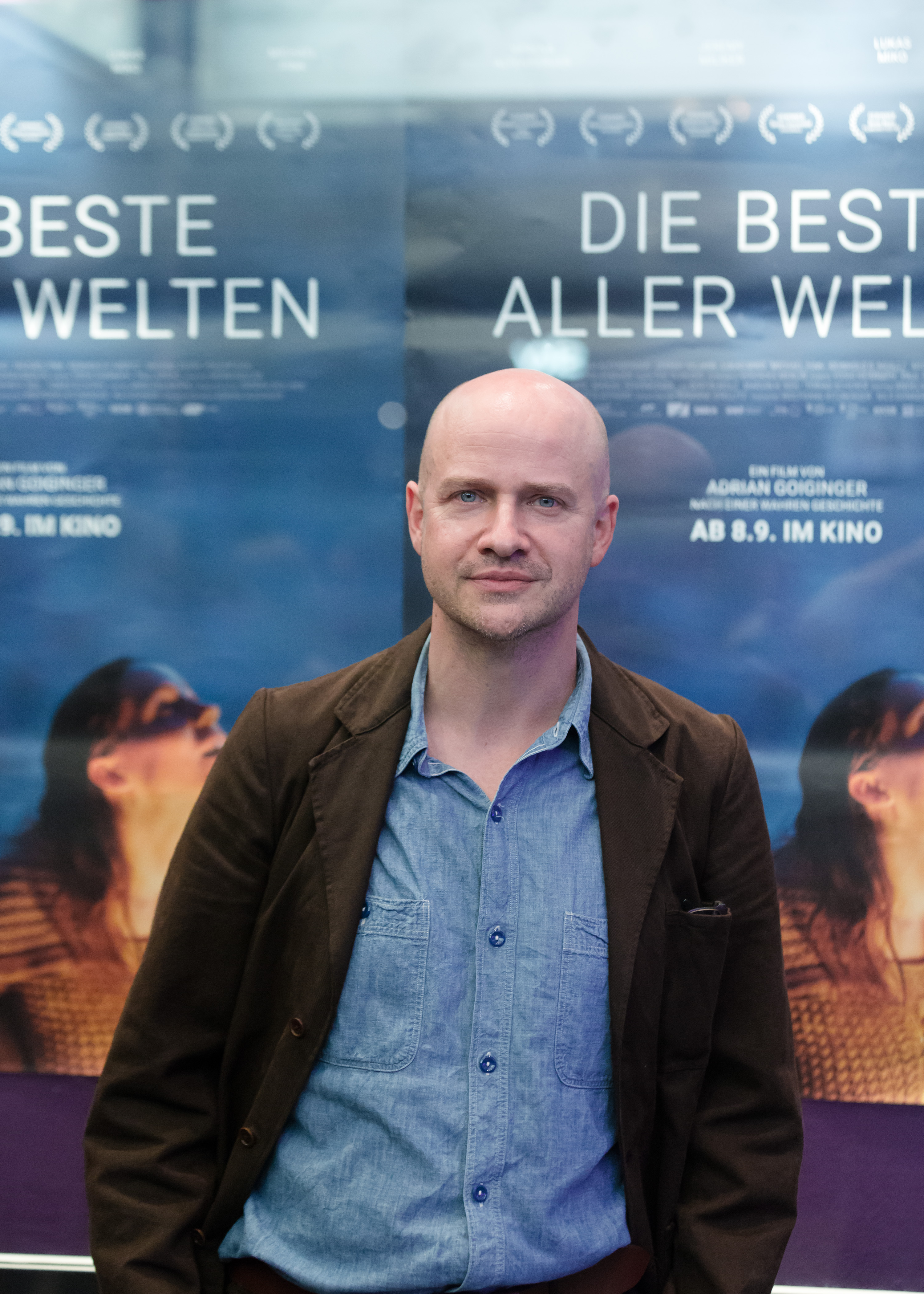
Lukas Miko
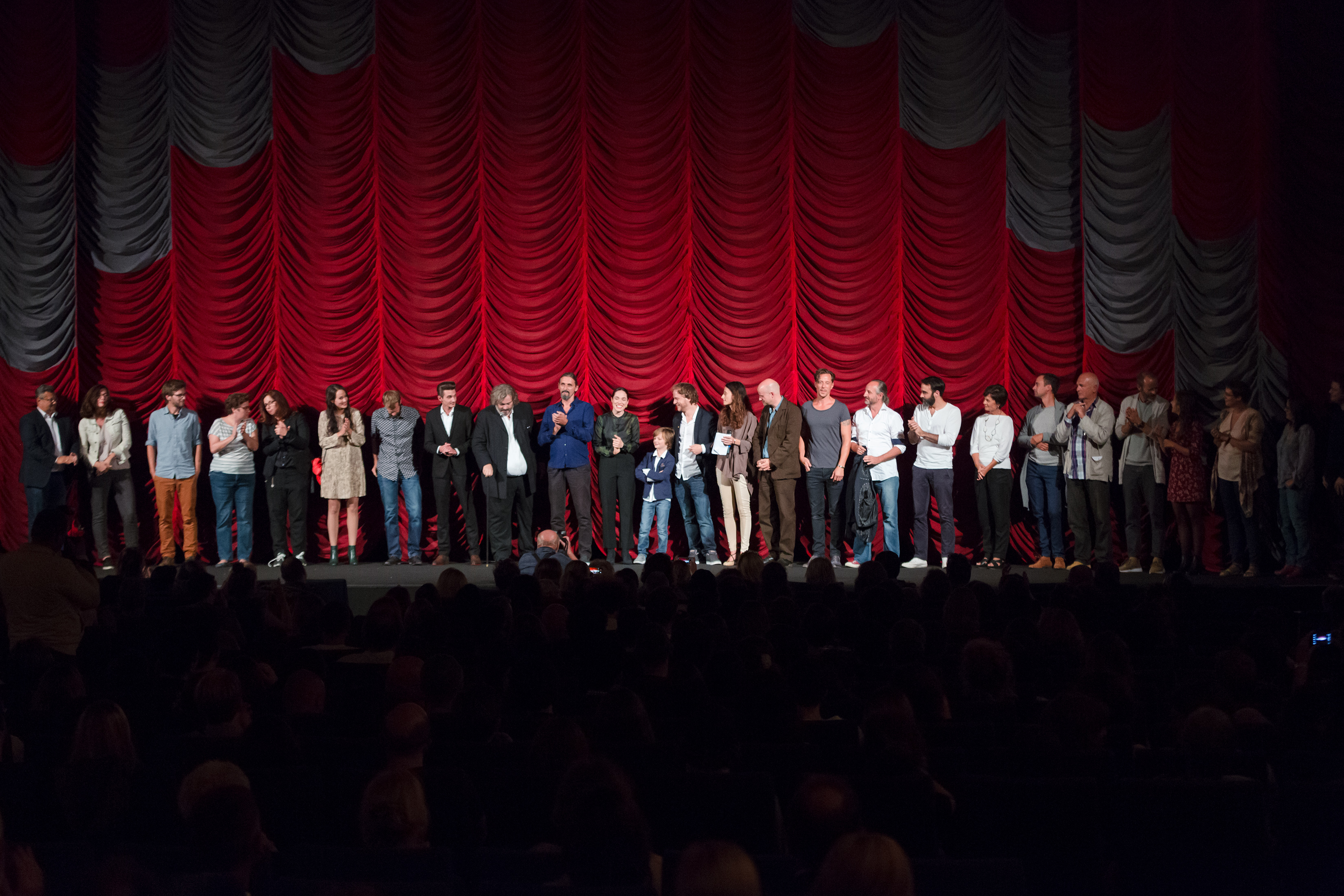
Das Filmteam bei der Wien-Premiere

## Auszeichnungen und Nominierungen
- Internationale Filmfestspiele Berlin 2017 – Kompass-Perspektive-Preis[3]
- Deutscher Kamerapreis 2017 – Nominierung in der Kategorie Kinospielfilm (Kamera)[11]
- Diagonale 2017 – Publikumspreis, Schauspielpreis für Verena Altenberger[12], Diagonale-Preis Bestes Szenenbild Spielfilm an Veronika Merlin
- Filmkunstfest Mecklenburg-Vorpommern 2017 – Publikumspreis, NDR-Regiepreis für Adrian Goiginger[13]
- Internationales Filmfestival Moskau 2017 – Schauspielpreis für Verena Altenberger[14]
- 13. Ahrenshooper Filmnächte (2017) – „Bester Film“ und Publikumspreis[15]
- Heimatfilmfestival Freistadt 2017 – Jugendjurypreis[16]
- First Steps 2017 – Bester Langspielfilm[17]
- Deutsche Film- und Medienbewertung (FBW) – Prädikat „besonders wertvoll“[18]
- Deutscher Regiepreis Metropolis 2017  – Beste Regie Debüt/Nachwuchs (Goiginger) und Beste Schauspielerin (Altenberger)[19]
- Fernsehfilmfestival Baden-Baden 2017 – Nominierung für den MFG-Star Baden-Baden
- Bayerischer Filmpreis 2017 – Auszeichnung als beste Nachwuchsdarstellerin für Verena Altenberger, Nachwuchsregiepreis für Adrian Goiginger[20]
- Österreichischer Filmpreis 2018 – Nominierung in neun Kategorien, Auszeichnungen in fünf Kategorien (bester Spielfilm, beste weibliche Darstellerin für Verena Altenberger, beste männliche Nebenrolle für Lukas Miko, beste Regie und bestes Drehbuch)[21][22]
- Thomas-Pluch-Drehbuchpreis 2018 – Nominierung für den Hauptpreis und den Spezialpreis[23]
- Romyverleihung 2018 – Auszeichnungen in den Kategorien Bester Kinofilm und Bester Nachwuchs männlich (Jeremy Miliker), Nominierung in der Kategorie Bester Produzent Kinofilm[24][25]
- Der Papierene Gustl der österreichischen Filmjournalisten – bester österreichischer Film des Jahres 2017[26]
- Winter Film Awards (WFA) 2018 in New York City – Auszeichnung in der Kategorie Bester Schauspieler (Jeremy Miliker) und Bester Regisseur, Nominierung in den Kategorien Beste Filmmusik und Bester Film[27]
- Diagonale 2018 – Preis für außergewöhnliche Produktionsleistungen[28]
- Deutscher Schauspielpreis 2018 – Nominierung in der Kategorie Schauspielerin in einer Hauptrolle (Verena Altenberger)[29]
- Schnitt-Preis 2018 – Filmstiftung NRW Schnitt Preis Spielfilm (Ingrid Koller)[30]

## Rezeption
Der Film erhielt fast ausschließlich positive Kritiken. So erhielt er auf IMDb ein Rating von 7,7 von 10.
Katrin Nussmayr schrieb in der Tageszeitung Die Presse, dass Altenberger es schaffe, den inneren Konflikt der Mutter – einerseits die innere Leere und die Depression, andererseits die kompromisslose Liebe für ihr Kind – nach außen zu tragen. Goiginger inszeniere ehrlich und sensibel, ohne Pathos, ohne das Elend zu beschönigen und ohne auf der Mitleidsschiene zu fahren. Die Geschichte sei schmerzhaft und aufwühlend, insbesondere da sie wirklich passiert ist. Lediglich für das Ende des Films erlaube sich Goiginger eine dramaturgische Zuspitzung in Form eines christlichen Therapieprogrammes, um an die Möglichkeit eines Ausstiegs zu erinnern.
Kaspar Heinrich meinte im Spiegel Online, dass man von der autobiografischen Ebene nichts wissen müsse, um Die beste aller Welten für einen gelungenen Film zu halten. „Doch umso mehr Respekt verlangt Goigingers Leistung ab, das eigene Schicksal mit einer derart wohltuenden wie erstaunlichen Distanz zu betrachten. […] Das Ergebnis ist eine ungewöhnliche und deshalb besonders aufwühlende Perspektive. Der Blickwinkel des Kindes: in diesem Fall die beste aller möglichen Perspektiven.“
Der Film war laut Film Austria nach Wilde Maus der zweiterfolgreichste Film des österreichischen Kinojahres 2017 und wurde mit dem Austrian Ticket ausgezeichnet.